# Hoplopeza serratocosta
Hoplopeza serratocosta är en tvåvingeart som först beskrevs av White 1916.  Hoplopeza serratocosta ingår i släktet Hoplopeza och familjen puckeldansflugor. Inga underarter finns listade i Catalogue of Life.